# Улица Страха
«Улица Страха» (англ. Fear Street) — серия подростковых книг в жанре триллера, автором которых является американский писатель Роберт Лоуренс Стайн. Всего в ней вышел 51 роман, общие продажи уже к 2010 году превысили 80 миллионов экземпляров. В 2021 году вышли три фильма по мотивам серии: «Улица страха. Часть 1: 1994», «Улица страха. Часть 2: 1978», «Улица страха. Часть 3: 1666».

## История серии
Первый роман под названием «Новая девочка» был опубликован в 1989 году. С тех пор книги появились во многих списках бестселлеров, включая журнал USA Today и Publisher Weekly. Кроме того, серия попала в список самых продаваемых молодёжных романов всех времён.
В 1995 году появился спин-офф серии под названием «Ghosts Of Fear Street», написанный для более младшего возраста. Сюжеты в нём больше похожи на «Ужастики» (англ. Goosebumps) — там появились призраки, вампиры, монстры, пришельцы и другие паранормальные существа. В большинстве книг неожиданный или противоречивый финал.
В 1999 году, после ещё одного спин-оффа под названием «Fear Street Seniors», Стайн закончил работу над серией. Летом 2005 года он выпустил трилогию «Fear Street Nights» в рамках проекта.
К 2010 году в мире было продано более 80 миллионов экземпляров романов серии.

## Место действия
Действие серии происходит в вымышленном городе Шейдисайд (англ. Shadyside) (в некоторых книгах переводчики переводили и название города — Тёмная Долина) где-то на Восточном побережье. Главными героями романов являются подростки, обычно старшеклассники, которые сталкиваются с трагическими, иногда мистическими событиями. Хотя в некоторых романах появляются призраки и духи, в основе сюжета — одно или серия убийств. Хотя в детской серии «Ужастики» также погибают некоторые герои, в романах этой серии убийства описаны более жестоко.
Название серии происходит от одной из городских улиц, названных так в честь древнего рода Фиаров (англ. The Fears). Первоначально, их фамилия произносилась как «Файер» (англ. Fier), однако когда появились слухи о том, что семья проклята, и буквы в их фамилии можно сложить в слово «огонь» (англ. fire), Саймон Фиар сменил фамилию в конце XIX века. Согласно легенде, проклятие принесли с собой основатели рода, Саймон и его жена Анжелика, когда переехали в Шейдисайд после Гражданской войны. Проклятие берёт истоки из пуританских времён, когда братья Бенджамин и Мэттью Файеры сожгли Сюзанну Гуд и её мать Марту на костре за якобы занятие колдовством. Глава семьи, Уилльям Гуд, проклял Файеров, обрекая их семью на постоянные беды и череду смертей. В семейном доме произошёл пожар, который помешал слиянию семей Файеров и Гудов — считается, что все представители Файеров погибли в том пожаре, положив конец проклятию. Однако события многих романов намекают на то, что один из братьев уцелел. Подробная история семьи описывается в спин-оффах серии под названием «Сага улицы Страха».
Как и обычно в романах Стайна, герои меняются в каждой книге, хотя многие персонажи (как, например, Суки (Сьюки) Томас) упоминаются в других произведениях серии.

## Книги серии
Всего в серии вышел 51 роман.
1. Новая девочка / The New Girl (2007)
2. Удивительная вечеринка / The Surprise Party
3. Ночёвка / The Overnight (Не издавалось в России)
4. Исчезнуть навсегда / Missing (2007)
5. Игры со смертью / Wrong Number (2004)
6. Лунатик / The Sleepwalker (2004)
7. Призраки прошлого / Haunted (Не издавалось в России)
8. Вечеринка накануне Хэллоуина / Halloween Party (2007)
9. Сводные сёстры / The Stepsister (середина 1990-х гг.)
10. Уикенд на лыжах / Skee Weekend (Не издавалось в России)
11. Игры с огнём / The Fire Game (Не издавалось в России)
12. Когда наступает темнота / Lights Out (2002)
13. Тайная спальня / The Secret Bedroom (середина 1990-х гг.)
14. Нож / The Knife (2002)
15. Королева красоты / The Prom Queen (2006, впервые в середине 1990-х гг.)
16. Первое свидание / First Date
17. Лучшая подруга / The Best Friend (2003)
18. Обманщица / The Cheater (2003)
19. Смертельный загар / Sunburn
20. Новенький / The New Boy (2004)
21. Убийство на спор / The Dare
22. Ночные кошмары / Bad Dreams (2003)
23. Двойное свидание / Double Date (2001)
24. Клуб ужасов / The Thrill Club (2003, впервые в середине 1990-х гг.)
25. Зловещее лето / One Evil Summer (середина 1990-х гг.)
26. Ясновидящая / The Mind Reader
27. Бумеранг / Wrong Number 2 (2001)
28. Правда или вызов / Truth Or Dare (Не издавалось в России)
29. Тупик / Dead End (Не издавалось в России)
30. Выпускной класс / Final Grade (2003)
31. Переключенные / Switched
32. Уикенд в колледже / College Weekend
33. Сводные сёстры 2 / The Stepsister 2 (не издавалось в России)
34. Что слышала Холли / What Holly Heard
35. Лицо / The Face (2006)
36. Тайный поклонник / Secret Admirer
37. Чудесное свидание / The Perfect Date
38. Признание / The Confession
39. Соседский парень / The Boy Next Door
40. Ночные игры / Night Games (2003)
41. Побег / Runaway
42. Поцелуй убийцы / Killer’s Kiss
43. Ночная вечеринка / All Night Party (2003)
44. Богатая девочка / The Rich Girl (2006)
45. Кот / Cat (Не издавалось в России)
46. Дом страха. Начало / Fear Hall: The Beginning (2007)
47. Дом страха. Конец / Fear Hall: The Conclusion (Не издавалось в России)
48. Кто убил королеву бала? / Who Killed The Homecoming Queen? (Не издавалось в России)
49. Во тьме / Into The Dark (Не издавалось в России)
50. Лучшая подруга 2 / The Best Friend 2 (Не издавалось в России)
51. Смертельная западня / Trapped

## Спин-оффы

### Группа поддержки: Трилогия
1. Группа поддержки. Первое зло / Cheerleaders. The First Evil
2. Группа поддержки. Второе зло / Cheerleaders. The Second Evil
3. Группа поддержки. Третье зло / Cheerleaders. The Third Evil

Кроме того, в рамках других серий было выпущено несколько романов, являющихся продолжениями трилогии — Группа поддержки. Новое зло и Группа поддержки: Зло будет жить!
Также к этой серии можно отнести роман Проснувшееся Зло из Новой саги улицы Страха, который является предысторией романов о группе поддержки.

### Новые истории улицы Страха
Мини-серия New Fear Street впервые вышла в 1998 году. Романы этой серии не издавались официально в России.
1. Сводный брат / The Stepbrother
2. Лагерь ужасов / Camp Out
3. Кричи, Дженнифер, кричи! / Scream Jennifer, Scream
4. Плохая девочка / The Bad Girl

### Самые страшные истории улицы Страха
Серия под названием Fear Street Super Chiller издавалась на протяжении нескольких лет с 1991 по 1999 год. Некоторые романы выпускались и в России. В скобках указан год первого издания в России.
1. Летняя вечеринка / Party Summer (2006)
2. Тихая ночь / Silent Night (2004)
3. Полночный поцелуй / Goodnight Kiss (2005)
4. Разбитые сердца / Broken Hearts (2006)
5. Тихая ночь 2 / Silent Night 2 (2004)
6. Мёртвый спасатель / The Dead Lifeguard (2004)
7. Группа поддержки: Новое Зло / Cheerleaders: The New Evil (2006)
8. Зловещий лунный свет / Bad Moonlight (2003)
9. Новогодняя вечеринка / The New Year’s Party (2003)
10. Полночный поцелуй 2 / Goodnight Kiss 2 (2003)
11. Тихая ночь 3 / Silent Night 3 (не издавалось в России)
12. Прилив / High Tide (2003)
13. Группа поддержки: Зло будет жить! / Cheerleaders: The Evil Lives! (не издавалось в России)

### Зловещий дом
Мини-серия 99 Fear Street: The House of Evil вышла в свет в 1994 году.
1. Первый кошмар / The First Horror (2006)
2. Второй кошмар / The Second Horror (2006)
3. Третий кошмар[6] / The Third Horror (не издавалось в России)

### Хроники Каталуны
Трилогия Cataluna Chronicles была опубликована в 1995 году.
1. Зловещая луна[6] / The Evil Moon (не издавалось в России)
2. Тёмный секрет[6] / The Dark Secret (не издавалось в России)
3. Смертельный огонь[6] / The Deadly Fire (не издавалось в России)

### Парк страха
Серия Fear Park появилась в 1996 году.
1. Первый крик[6] / The First Scream (не издавалось в России)
2. Самый громкий крик[6] / The Loudest Scream (не издавалось в России)
3. Последний крик / The Last Scream (2006)

### Ночи на улице Страха
Последняя на сегодняшний день серия Fear Street Nights появилась в 2005 году.
1. Тайна лунного света[6] / Moonlight Secrets (не издавалось в России)
2. Полуночные игры[6] / Midnight Games (не издавалось в России)
3. Тёмный закат[6] / Darkest Dawn (не издавалось в России)